# Gmina Siennica Różana
Die Gmina Siennica Różana ist eine Landgemeinde im Powiat Krasnostawski der Woiwodschaft Lublin in Polen.

## Gliederung
Zur Landgemeinde Siennica Różana gehören folgende 14 Ortschaften mit einem Schulzenamt:
Baraki
Boruń
Kozieniec
Maciejów
Rudka
Siennica Królewska Duża
Siennica Królewska Mała
Siennica Różana
Stójło
Wierzchowiny
Wola Siennicka
Zagroda
Zwierzyniec
Żdżanne

## Söhne und Töchter der Gemeinde
- Józef Ciechan (1908–1989), Bildhauer